# Rysk martorn
Rysk martorn (Eryngium planum) är en växtart i släktet martornar och familjen flockblommiga växter. Den beskrevs av Carl von Linné 1753.
Arten förekommer från centrala och östra Europa i väster till Xinjiang och Mongoliet i öster. Den odlas även som prydnadsväxt och har som sådan introducerats över stora delar av världen. I Sverige är den bofast och reproducerande, med mycket hög risk för invasivitet.